# Cidaphus crassus
Cidaphus crassus là một loài tò vò trong họ Ichneumonidae.